# Broșteni (gmina Bezdead)
Broșteni – wieś w Rumunii, w okręgu Dymbowica, w gminie Bezdead. W 2011 roku liczyła 343 mieszkańców.